# Святой Иероним в келье (картина Антонелло да Мессины)
«Святой Иерони́м в келье» (итал. San Girolamo nello studio) — картина Антонелло да Мессины, изображающая святого Иеронима Стридонского. Находится в Лондонской национальной галерее.

## История и атрибуция
Точная дата создания картины неизвестна. Предполагается, что она была написана между 1460 и 1475 годом. В 1529 году Маркантонио Микиель оставил описание картины, находившейся в то время в собрании Антонио Пасквалино в Венеции. Он отмечал, что знатоки приписывают картину то Антонелло, то ван Эйку, то Мемлингу; сам Микиель полагал, что автор картины — Джакометто. Особое внимание он уделял подписи, которую Даниэль Арасс впоследствии назовёт «визуальной ловушкой», одновременно скрывающей и демонстрирующей мастерство художника и его концепцию искусства. На передней части стола, за которым сидит Иероним, находится иллюзорно нарисованный листок бумаги — так называемый картеллино, содержащий обычно подпись мастера. Однако при ближайшем рассмотрении видно, что подпись отсутствует: эмблема, традиционно свидетельствующая о присутствии живописца и указывающая на его авторство, в данном случае это авторство скрывает.
В настоящее время атрибуция картины сомнений не вызывает, однако нидерландское влияние в ней очевидно. С нидерландской живописью Антонелло мог познакомиться в Неаполе, где имел возможность видеть собственными глазами произведения Яна ван Эйка, Петруса Кристуса и Рогира ван дер Вейдена. Вероятно, он видел, в числе прочего, триптих работы ван Эйка со святым Иеронимом на одной из створок, либо другую его картину на ту же тему, не сохранившуюся до наших дней. Многие искусствоведы отмечают, что в своей картине Антонелло явно следовал нидерландским образцам.
С 1894 года «Святой Иероним в келье» находится в Лондонской национальной галерее.

## Описание
На картине изображён святой Иероним Стридонский, церковный писатель и переводчик Священного писания, почитаемый как один из Отцов Церкви. Хотя Иероним никогда не был кардиналом, существует иконографическая традиция изображать его в пурпурной кардинальской мантии; этой традиции следует и Антонелло. В картине ощущается дух гуманистической культуры: святой представлен не как отшельник в келье, а, скорее, как учёный-гуманист, размышляющий над прочитанным в тиши собственного кабинета. Кабинет, однако, расположен в просторном помещении с высокими сводами (возможно, трёхнефной готической церкви), а сам Иероним восседает словно бы на сцене, к которой ведут три ступеньки. Зритель видит его сквозь каменную арку, обрамляющую картину и подчёркивающую глубину изображённого пространства. В картине преобладают тёплые коричневые и серые тона; на их фоне ярким пятном выделяется одеяние Иеронима.

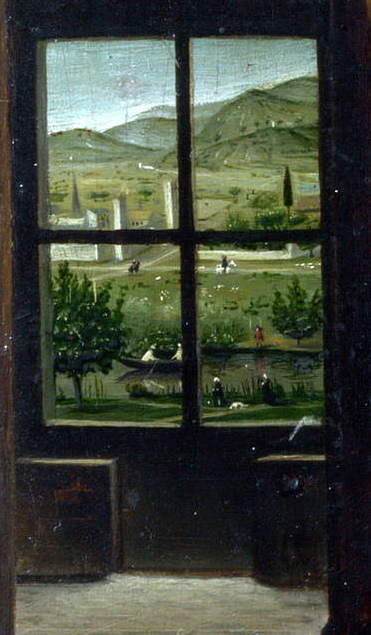
Фрагмент картины: пейзаж за окном слева

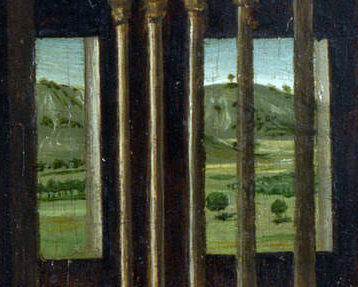
Фрагмент картины: пейзаж за окном справа

Кабинет наполнен многочисленными предметами: святого окружают книги, бумаги, вазы с растениями, шкатулки; на верхней полке стоит миниатюрное распятие; на стене висит полотенце; у подножия ступенек лежит снятая обувь. Подобное внимание к деталям — несомненная дань фламандской традиции. Слева находится арка с уходящим вглубь интерьером и окном, за которым виднеется тщательно прорисованный пейзаж; справа — аркада с тонкими колоннами и ещё два оконных проёма. В верхней части стены также имеются три окна. Б. Р. Виппер отмечает мастерство Антонелло в передаче воздушной и световой атмосферы в замкнутом пространстве и подчёркивает, что картина — первый настоящий интерьер в итальянской живописи. В. Н. Лазарев видит нидерландское влияние в том, как Антонелло решает задачу передачи света и передаёт эффекты, возникающие при отражении света от разных плоскостей и фактур.
Антонелло строит пространство по законам перспективы, решая при этом сложные задачи, такие как изображение кафельного пола, многочисленных предметов, разноплановых интерьеров и заоконного пейзажа. Однако по мнению В. Н. Лазарева, его перспектива не имеет единой точки схода линий: художник просто сочетает на плоскости увиденные с разных точек зрения архитектурные элементы, слабо связанные друг с другом. Д. Арган полагает, что пространство на картине сужается и уплотняется, пока не достигает абсолютного фокуса в фигуре святого. Он считает, что совпадение линий перспективы и световых лучей на картине столь совершенно, что концентрация света на лице Иеронима достигается за счёт отражения лучей от плоскостей страниц лежащей перед ним раскрытой книги.

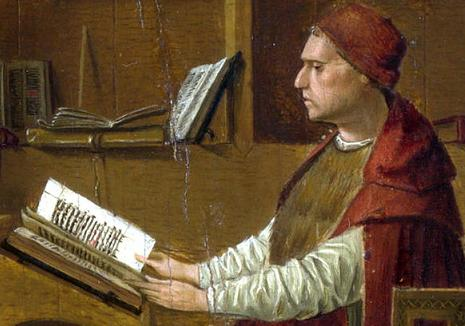
Читающий Иероним

Многое в композиции картины говорит о том, что, несмотря на близость манеры её автора к нидерландцам, она всё же принадлежит кисти итальянского мастера. Так, Лазарев отмечает преобладание горизонтальных линий, нехарактерное для нидерландских художников, предпочитающих вытянутость по вертикали. Б. Р. Виппер считает, что такой элемент, как просцениум с птицами, словно вводящий зрителя в пространство картины, типичен для североитальянской живописи, в которой всегда ценилась оптическая иллюзия.
На картине присутствуют четверо животных — лев, кошка, павлин и куропатка — каждое из которых имеет определённое символическое значение. Что касается самого святого, то на картине Антонелло он предстаёт не почтенным бородатым старцем, каковым его обыкновенно изображали художники, а человеком скорее средних лет, безбородым, с характерными чертами лица. Это заставляет предположить, что в образе Иеронима Антонелло мог изобразить кого-то из современников. Высказывается, в частности, предположение, что этим современником мог быть Николай Кузанский, выдающийся теолог и мыслитель, бывший к тому же кардиналом. Вполне возможно, что Антонелло написал его портрет в образе святого по заказу папы Пия II.

## Символика
Многочисленным скрытым смыслам, зашифрованным в картине Антонелло, посвящён целый ряд исследований. Прежде всего, присутствие в келье святого разнообразных животных однозначно заставляет предполагать их символический характер. Однако, по всей видимости, определённую символическую нагрузку несут также каждый из изображённых художником предметов и композиция произведения в целом.
П. Х. Джолли отмечает, что многие из символов, присутствующих на картине, традиционно связаны с иконографией Девы Марии и указывает, что картина, возможно, частично вдохновлена литературным источником — письмом самого Иеронима к его духовной ученице, Евстохии. В этом письме Иероним, ревностный поборник безбрачия, призывает Евстохию блюсти чистоту и следовать примеру самой Пресвятой Девы. Он также описывает соблазны и искушения, обуревающие даже праведников (в том числе его самого), и предостерегает от них Евстохию. Джолли видит и ещё одно основание проведения неожиданной, на первый взгляд, параллели между Иеронимом и Марией. Мария дала миру Христа, спасителя человечества; Иероним же, как переводчик Библии, донёс до людей Его слово, необходимое для спасения. По мнению Джолли, подобный взгляд на роль Иеронима был вполне характерен для современников Антонелло.

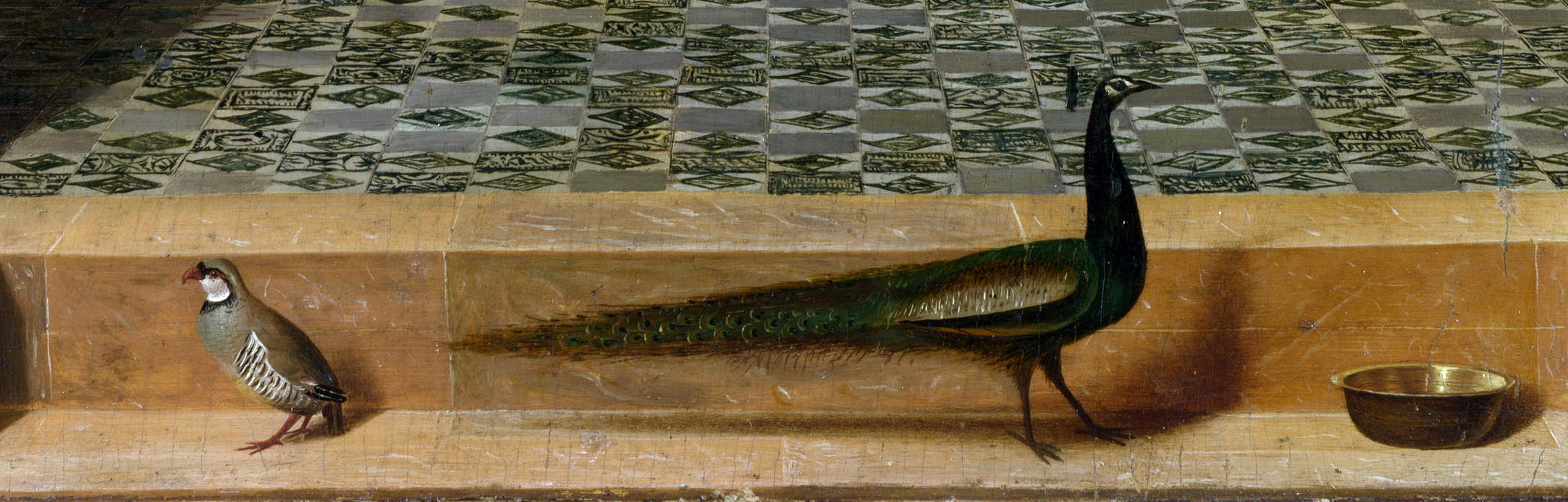
Павлин и куропатка

Пространство на картине организовано сложным образом. Оно словно разделено на своеобразные «триады»: три окна в верхней части картины, три объекта внизу (павлин, куропатка и медный таз), троичность композиционных элементов в центре (сидящий Иероним с обеих сторон обрамлён пейзажем). Вероятно, эти триады могут читаться как по горизонтали, так и по вертикали, образуя сложные многоплановые смыслы.
В первую очередь обращают на себя внимание изображённые на первом плане птицы. Они нарисованы весьма натуралистично, однако их статичные позы заставляют видеть в них чистые символы. Павлин обычно ассоциируется с гордостью и тщеславием, однако в христианской традиции его образ имеет и иное значение. Мясо павлина считалось столь жёстким, что не подлежало порче и гниению, а, стало быть, павлин ассоциировался с бессмертием и считался обитателем рая. По этой причине изображение павлина часто встречается в римских катакомбах, на надгробиях и саркофагах. Стоящий перед ним таз с водой также, несомненно, имеет символическое значение. Он должен был вызывать ассоциации с крестильной купелью, очищением и искуплением грехов. Что касается куропатки, то с ней, вероятно, связана ещё более сложная символика. С одной стороны, существовало поверье, упоминающееся в том числе у Иеремии (Иер. 17:11), что куропатки крадут яйца других птиц, поэтому в христианском искусстве куропатка могла символизировать дьявола, похищающего души. С другой стороны, считалось, что птенцы куропатки обладают способностью самостоятельно отыскивать свою мать, подобно тому как души, верные Христу, в конце концов обретают его. Джолли указывает также, что куропатка ассоциировалась с безудержной похотью: самка этих птиц могла якобы забеременеть от одного запаха самца. Не исключено, что одновременно с традиционными негативными коннотациями Антонелло проводит и положительную параллель с непорочным зачатием Девы Марии.

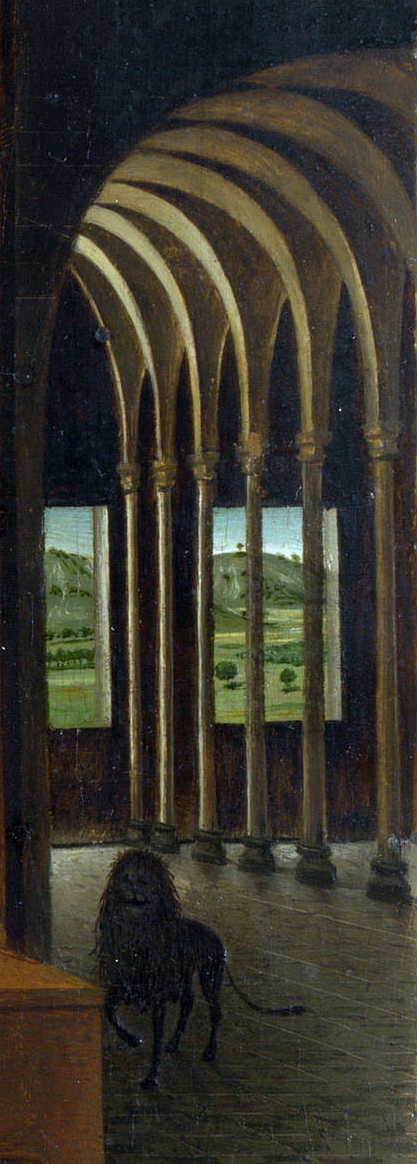
Лев святого Иеронима

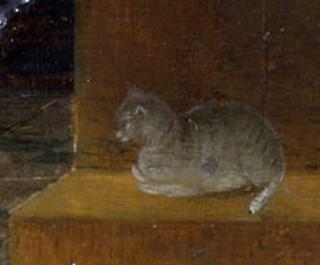
Лежащая кошка

Вероятно, сходную (и, возможно, также двойственную) символику имеет и изображённая слева кошка. Ввиду её способности ловить мышей она иногда связывалась с дьяволом, уловляющим души. Кроме того, кошка, как и куропатка, считалась исключительно похотливым существом, всячески завлекающим самцов. Поэтому на картине она может выступать как аллегория плотских искушений, от которых Иероним предостерегал Евстохию. С другой стороны, кошка — естественный компаньон учёного-книжника, оберегающий его фолианты от порчи мышами.
Наконец, четвёртое животное на картине — лев, изображённый на заднем плане справа. Святой Иероним часто изображается со львом: это отсылка к легенде, согласно которой святой вытащил занозу из лапы льва, явившегося за помощью в монастырь. Именно поэтому у Антонелло лев изображён поджимающим переднюю лапу. Винченцо Фера отмечает, что присутствие льва — единственная деталь, однозначно указывающая, что на картине изображён именно Иероним. В остальном святой выглядит как простой учёный: вокруг его головы даже нет традиционного нимба.
Интересно, что пейзаж за спиной у Иеронима явно разделён на две несходные между собой части. Слева в окне виднеется город, населённый людьми, которые прогуливаются, катаются на лодке, ездят верхом. Справа же пейзаж пустынен: в нём нет ни людей, ни даже созданных ими строений. Вероятно, это очередная аллюзия на письмо Иеронима Евстохии, в котором он связывает городскую жизнь с соблазном и искушениями, тогда как уединённая и аскетическая жизнь отшельника в пустыне сулит спасение. В окнах, нарисованных в верхней части картины, Антонелло изобразил птиц — но только в центральной и правой части: в окне слева их нет. Птицы могут символизировать чистые души, отринувшие соблазн и стремящиеся обрести Рай: сходный образ присутствует в письме к Евстохии.
В композиции, таким образом, чётко прослеживаются два плана, соотносящиеся с грехом и искуплением, погибелью и спасением. В левой части сосредоточены символы с отрицательным значением (город, кошка, куропатка); в правой — с положительным (пустыня, лев, павлин, чаша с водой). Сам же Иероним в свете подобной интерпретации предстаёт не бесстрастным эрудитом, погружённым в книги, а живым человеком, терзаемым противоречиями.

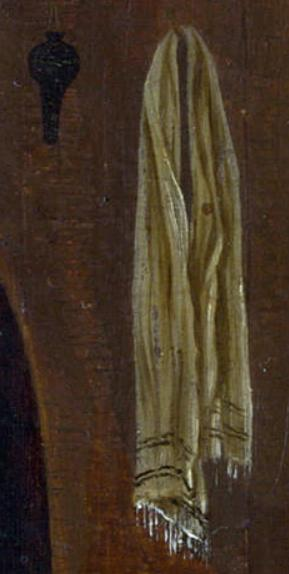
Полотенце и лампа

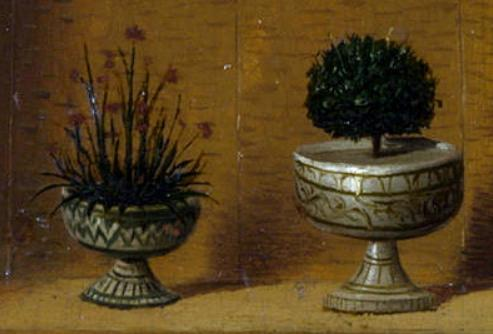
Растения в вазах

В подобное прочтение вписываются и остальные предметы, изображённые на картине, такие как висящее на стене слева полотенце. Оно могло бы символизировать чистоту Девы — но на нём слишком хорошо заметны нарисованные художником пятна. Поэтому, как и всё, что расположено слева, полотенце символизирует, скорее, утрату чистоты. Рядом с ним на стене висит небольшая лампа, но в этой лампе не горит огонь. Это должно напомнить зрителю притчу о мудрых и неразумных девах, которую цитирует в своём письме Иероним. Он подразумевает, что просто хранить девственность недостаточно, нужно и в помыслах всячески бороться с соблазном, чтобы остаться достойной небесного Жениха.
Мотив «Христовой невесты» подкрепляется, вероятно, и изображёнными на картине растениями. Одно из них идентифицируется как гвоздика, в XV веке символизировавшая помолвку и часто изображавшаяся на портретах обручённых пар. Небольшое деревце в горшке (возможно, самшит) может обозначать hortus conclusus, «запертый сад», являющийся символическим обозначением Девы Марии. Наконец, предметы, непосредственно окружающие святого, — шкатулки-дарохранительницы и стоящий на полке прозрачный графин — также заимствованы из мариологической иконографии, где ассоциируются, соответственно, с её чревом, приявшим Христа, и её чистотой.
Винченцо Фера замечает, однако, что, несмотря на свою сложную символику, картина Антонелло вовсе не представляет собой герметическое произведение, понятное лишь посвящённым. Он подчёркивает, что все изображённые на ней объекты имеют также и вполне определённое практическое предназначение, а сцену в целом можно воспринимать как изображение сосредоточенной и углублённой работы учёного в библиотеке.